# Szatki
Szatki [pronunciación en polaco: /ˈʂatki/] (en alemán: Netztal) es un pueblo ubicado en el distrito administrativo de Gmina Choceń, dentro del Distrito de Włocławek, Voivodato de Cuyavia y Pomerania, en el norte de Polonia central. Se encuentra aproximadamente a 14 kilómetros al sur de Włocławek y a 62 kilómetros al sureste de Toruń.